# Закон Ачаряна
Закон Ачаряна — звуковой закон, относящийся к исторической фонологии армянского языка: в некоторых диалектах гласные начального слога переходят в передний ряд после согласных, отражающих унаследованные праиндоевропейские звонкие придыхательные согласные. Назван в честь своего первооткрывателя Грачья Ачаряна.
- пост-пра-и.е. *bʰan- «речь» → грабар բան ban → карчеванский диалект ben, карабахский диалект pen
- пост-пра-и.е. **dʰalara- «зелёный» → грабар դալար dalar → карабахский telar

После неаспирированных звонких смычных согласных гласные вперёд не передвигаются:
- пра-и.е. *dṓm- «дом» → грабар տուն tun → карчеванский ton, карабахский ton
- пра-и.е. *gʷṓws «корова» → грабар կով kov → карабахский kov, kav, карчеванский kav

Это обусловление не является синхронным процессом, а скорее отражает качество исходного превокального согласного. В таких случаях гласные сначала получили в определенных контекстах признак «продвинутый корень языка» (англ. advanced tongue root, [+ATR]), а затем задние гласные [+ATR] переходят в передний ряд. Диалект Малатьи сохраняет промежуточную стадию с гласными [+ATR], такими как /ɑ̘/.
Закон Ачаряна в своей полной форме появляется в основном в диалектах южной и восточной частей традиционного армянского диалектного ареала, в современной южной Армении и юго-западной Турции. 
| Группа диалектов           | Рефлексы древнеармянских глухих взрывных (/t/) | Рефлексы древнеармянских звонких взрывных (/d/) | Закон Ачаряна                           |
| -------------------------- | ---------------------------------------------- | ----------------------------------------------- | --------------------------------------- |
| 1                          | звонкий: /d/                                   | звонкий придыхательный: /dʱ/                    | нет                                     |
| 2                          | глухой: /t/                                    | звонкий придыхательный: /dʱ/                    | нет                                     |
| 3                          | звонкий: /d/                                   | звонкий: /d/                                    | нет                                     |
| 4                          | звонкий: /d/                                   | глухой: /t/                                     | только для /ɦa/                         |
| 5a                         | звонкий: /d/                                   | глухой придыхательный: /tʰ/                     | нет                                     |
| 5b (Малатья)               | звонкий: /d/                                   | глухой придыхательный: /tʰ/                     | [+ATR], нет передвижения в передний ряд |
| 6a                         | глухой: /t/                                    | звонкий: /d/                                    | нет                                     |
| 6b (Ареш; Мегри, Карчеван) | глухой: /t/                                    | звонкий: /d/                                    | да                                      |
| 7                          | глухой: /t/                                    | глухой: /t/                                     | да                                      |